# Chceš mě, chci tě
Chceš mě, chci tě (orig. The Ugly Truth) je americká filmová romantická komedie z roku 2009 v hlavních rolích s Katherine Heiglovou a Gerardem Butlerem.

## Příběh
Obsahuje zápletku příběhu.
Abby Richterová je producentkou ranní televizní show v kalifornském Sacramentu. Když jednou přijde večer domů z nevydařeného rande, uvidí v televizi pořad Ošklivá pravda (v originále The Ugly Truth) s Mikem Chadwayem, jehož cynismus ohledně vztahů přinutí Abby mu do pořadu zavolat a pohádají se. Druhý den ráno Abby zjistí, že vedení stanice chce zrušit její ranní show kvůli malé sledovanosti. Stanice kvůli tomu najme Mikea a ten má uvádět část pořadu.
Vztah Abby a Mikea nejdříve nevypadá dobře. Abby si o něm myslí, že je hrubý a nechutný, Mike si o ní myslí, že se příliš kontroluje. Když ale Abby potká muže svých snů souseda doktora Colina, Mike jí navrhne, aby při seznamování s Colinem následovala jeho rady. Abby souhlasí s tím, že pokud jí zařídí vztah s mužem jejích snů, bude šťastně s Mikem pracovat, ale jestli se to nepovede, Mike sám odejde.
Mike dále zlepšuje sledovanost, pomůže moderátorům-manželům zlepšit svůj vztah a také vytvoří Abby takovou, jakou Colin chce. Mike je pozván to The Late Late Show s Craigem Fergusonem a je mu nabídnut pořad na jiné stanici. Abby musí zrušit romantický víkend s Colinem, aby přesvědčila Mikea, aby zůstal v její ranní show. Mike jí pak řekne, že nechce měnit zaměstnání, protože chce raději zůstat v Sacramentu se svou sestrou a synovcem. Ve výtahu se začnou vášnivě líbat, ale poté, co se otevřou dveře, skončí. Mike, který si pak uvědomí city k Abby, se rozhodne jít k ní na pokoj, ale najde tam Colina, jenž se rozhodl přijet Abby překvapit, a tak odejde. Abby si potom uvědomí, že Colin miluje ženu, na niž si hrála a ne skutečnou Abby, a tak se s ním rozejde.
Mike začne pracovat pro jinou lokální stanici. S Abby se znovu náhodou setká na festivalu horkovzdušných balónů, odkud má Mike vysílat. Opět se spolu začnou hádat a během toho se balón, ve kterém se nacházejí, vznese. Abby mu řekne, že se rozešla s Colinem, Mike jí poví, že ji miluje, políbí se. I přes rozdíly mezi sebou, spolu zůstanou.

## Obsazení
| Katherine Heiglová   | Abby Richterová |
| Gerard Butler        | Mike Chadway    |
| Eric Winter          | Colin Anderson  |
| Cheryl Hines         | Georgia         |
| John Michael Higgins | Larry           |
| Bree Turner          | Joy             |
| Kevin Connolly       | Jim             |
| Yvette Nicole Brown  | Dori            |
| Bonnie Somerville    | Elizabeth       |